# ローレン・ランドン
ローレン・ランドン（Laurene Landon, 本名：Laurene Landon Coughlin、1957年3月12日 - ）は、アメリカ合衆国の女優。
カナダのトロントに生まれ、カリフォルニア州で育った。
1979年にデビューし、1981年に『カリフォルニア・ドールズ』で注目を集める。ほかにはB級アクション映画やラリー・コーエンのホラー作品に多く出演している。
1990年から女優業を休業していたが、2005年に復帰した。

## 主な出演作品
- ローラー・ブギ Roller Boogie (1979)
- カリフォルニア・ドールズ ...All the Marbles (1981)
- ハイ・スクール・ウルフ Full Moon High (1981)
- フライングハイ2/危険がいっぱい月への旅 Airplane II: The Sequel (1982)
- 探偵マイク・ハマー 俺が掟だ! I, the Jury (1982)
- ハンドラ Hundra (1983)
- イエローヘアー/黄金の首 Yellow Hair And The Fortress Of Gold (1984)
- ザ・スタッフ The Stuff (1985)
- SFアマゾネス/地獄の女帝軍団 America 3000 (1986)
- 地獄の武装都市/復讐のターミネーター Armed Response (1986)
- 悪魔の赤ちゃん3 禁断の島 It's Alive III: Island of the Alive (1987)
- マニアック・コップ Maniac Cop (1988)
- おばあちゃんは魔女 Wicked Stepmother (1989)
- マニアック・コップ2 Maniac Cop 2 (1990)
- アンビュランス The Ambulance (1990)
- マスターズ・オブ・ホラー 「ハンティング」 Masters of Horror: Pick Me Up (2006)
- ドライヴ Drive	(2011) クレジットなし
- Electric Boogaloo: The Wild, Untold Story of Cannon Films (2014) ドキュメンタリー映画
- Day Out of Days (2015)
- Sky (2015)
- Samurai Cop 2: Deadly Vengeance (2015)